# Rāikot
Rāikot är en ort i Indien.   Den ligger i distriktet Ludhiana och delstaten Punjab, i den norra delen av landet, 270 km nordväst om huvudstaden New Delhi. Rāikot ligger 238 meter över havet och antalet invånare är 26 114.
Terrängen runt Rāikot är mycket platt. Runt Rāikot är det ganska tätbefolkat, med 248 invånare per kvadratkilometer. Närmaste större samhälle är Jagraon, 19,5 km nordväst om Rāikot. Trakten runt Rāikot består till största delen av jordbruksmark.